# Loaded (novela)
Loaded es la primera novela del escritor australiano Christos Tsiolkas. Fue publicada en 1995 por la editorial Vintage Books y centra su historia en Ari, un muchacho australiano hijo de inmigrantes giegos de diecinueve años que se sumerge en una espiral de drogas y sexo casual, al sentirse atrapado entre el conservadurismo de su familia y la Australia moderna en relación con su homosexualidad.
Cuando Tsiolkas envió el manuscrito de Loaded a una editorial independiente, fue rechazado por ser considerado como «racista y homofóbico». Finalmente fue publicado por la editorial Vintage Books.
En 1998, fue adaptada por la directora Ana Kokkinos en la película Head On, que con los años se convirtió en un filme de culto. El actor Alex Dimitriades interpretó al protagonista en la película.

## Argumento
La novela describe veinticuatro horas de la vida de Ari, un joven gay australiano de padres griegos sumido en una profunda angustia. Ari vive con su familia en el barrio de Richmond, en Melbourne, y consume anfetaminas, cocaína y marihuana siempre que se le presenta la oportunidad. Tiene constantes conflictos con su familia y sus amigos y se siente además incómodo con su homosexualidad debido al conservadurismo de sus padres, por lo que prefiere tener relaciones con hombres anónimos que menosprecian su propia homosexualidad.

## Adaptaciones
Loaded fue adaptada como obra de audio por la compañía de teatro Malthouse en 2020. Una adaptación teatral de la novela se estrenó el 5 de mayo de 2023 en el Teatro Malthouse. También fue adaptada al cine en la película Head On, dirigida por Ana Kokkinos en 1998.